# Wycliffe Hall
Pour les articles homonymes, voir Wycliffe.
Le collège Wycliffe Hall est une faculté de théologie protestante dépendant de l'Église d'Angleterre et intégré à l'université d'Oxford avec le statut de permanent private hall. Il doit son nom au traducteur de la Bible et au réformateur John Wycliffe, qui était maître du Balliol College à Oxford au XIVe siècle.
Fondé en 1877, Wycliffe Hall dispense une formation théologique à des femmes et des hommes pour des ministères ordonnés et laïcs dans l'Église d'Angleterre ainsi que dans d'autres Églises anglicanes ou non anglicanes. Il y a également un certain nombre d'étudiants indépendants et de premier cycle qui étudient la théologie, l'éducation et la philosophie. Le collège est historiquement et actuellement enraciné dans l'anglicanisme évangélique, et comprend de fortes influences des traditions du christianisme charismatique, de l'évangélisme conservateur en Grande-Bretagne et de l'évangélisme ouvert.
Wycliffe Hall est le troisième plus ancien collège théologique anglican et, en avril 2020, il affirmait avoir formé plus d'évêques en exercice de l'Église d'Angleterre que toute autre institution de ce type (21 sur 116 environ).

## Curriculum
La formation préalable à l'ordination des pasteurs constitue depuis l’origine l’élément central de l'activité du collège. Les ministères non ordonnés sont également pris en charge, notamment par le biais de cours de théologie académique et d'apologétique.
Les principaux enseignements sont :
- langues bibliques (grec et hébreu) : dans le passé, l’enseignement du grec était un rituel quotidien pour tous les étudiants ; actuellement, tous les étudiants sont fortement encouragés à prendre le grec et l'hébreu ;
- théologie pratique : cet enseignement est dispensé par le biais d'un système de semaines d'études intégrées sur des sujets tels que la mort, l'évangélisation, l'éthique et l'herméneutique biblique ;
- formation et la pratique de la prédication : les groupes de fraternité dirigés par les étudiants et supervisés par des tuteurs universitaires se relaient pour organiser une semaine de services à la chapelle. La participation à ces cultes quotidiens est obligatoire pour les ordinands et facultative pour les étudiants indépendants ;
- stages en cours d’année dans les églises et les collèges mettant l'accent sur l'observation et la réflexion théologique ainsi que sur la participation aux activités (prédication, visites pastorales, école du dimanche, travail social) et stage d'été plus long, avant la dernière année de l'étudiant.

Les étudiants de Wycliffe Hall sont inscrits à de nombreux programmes académiques d'Oxford, notamment le certificat d'études théologiques, le diplôme d'études théologiques, la licence en théologie, la maîtrise en théologie, la maîtrise en philosophie et théologie et les doctorats. En outre, il existe un certain nombre de programmes accrédités par l'Université de Durham. Les programmes Wycliffe's Durham Common Awards se distinguent parmi les collèges anglicans en mettant l'accent sur les modules d'études bibliques.

## Vie étudiante
Wycliffe Hall enseigne simultanément à environ 60 ordinands de l'Église d'Angleterre et 60 étudiants indépendants, plus une cinquantaine étudiants invités. De nombreuses nationalités sont représentées, le groupe le plus important étant américain. Les étudiants peuvent participer aux activités ouvertes dans l'ensemble de l'université, y compris des sports. Pour les étudiants à temps plein, il y a quelques logements étudiants sur place, et les étudiants peuvent manger dans le réfectoire les jours de semaine. 
Un "prix Buechner pour l'écriture créative", ainsi nommé en l'honneur du célèbre auteur américain Frederick Buechner (en), est décerné chaque année.

## Les bâtiments

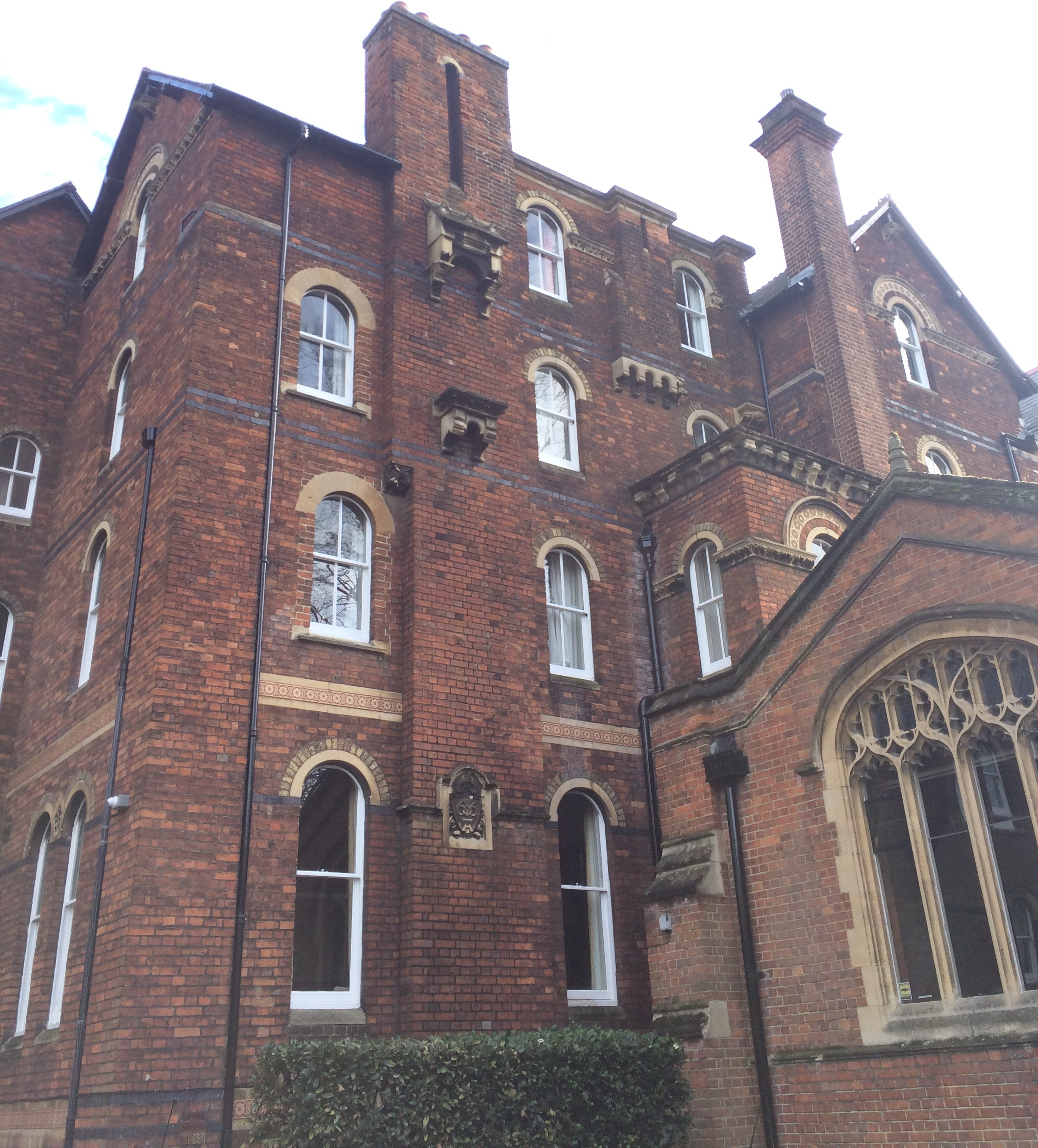
Le premier et principal bâtiment de Wycliffe Hall, au 54 Banbury Road à Oxford.

Wycliffe Hall est situé dans la banlieue nord d'Oxford, dans un secteur où se trouvent de nombreuses maisons et manoirs de l'époque victorienne. Des recherches ont été menées pour trouver d'autres bâtiments plus centraux dans Oxford dans les années qui ont suivi la création du collège puis dans les années 1890 mais elles n'ont pas abouti. Le bâtiment principal, au 54 Banbury Road, avait été conçu par l'architecte John Gibbs en 1866 pour Tom Arnold le jeune (en), professeur et érudit littéraire et fils de Tom Arnold l'aîné, directeur de l'École de Rugby. La maison, nommée "Laleham", d'après le nom de l'ancienne résidence des Arnold dans le Middlesex, était plus vaste que la normale, même dans un quartier connu pour ses demeures opulentes. Tom Arnold avait prévu d'y accueillir ses futurs élèves. Moins de  10 ans après, Arnold abandonnait son projet et mettait en vente la maison, qui fut rachetée en 1877 par un comité d’ecclésiastiques anglicans évangéliques pour y fonder Wycliffe Hall. La maison fut par la suite agrandie et d'autres propriétés adjacentes furent acquises pour permettre le développement du collège et l'hébergement de ses professeurs et dirigeants.

## Anciens élèves célèbres

### 1877–1900
- William Henry Temple Gairdner (en) (1896–97), missionnaire au Caire en milieu musulman, apologiste

### 1900–1945
- Hewlett Johnson (1900–1901), le "doyen rouge" de Canterbury
- Alan Thornhill (1928), pasteur anglican et dramaturge, proche de Frank Buchman
- Verrier Elwin (1925–1926), missionnaire, puis ethnologue et militant en Inde
- Donald Coggan (1934), 101e Archevêque de Canterbury

### 1945–1990
- Stuart Blanch (1946–1948), 5e évêque de Liverpool

### Après 1990
- Vicky Beeching (1997–2000), chanteuse et militante LGBT
- Jonathan Aitken (2000-2001), homme politique, écrivain et pasteur anglican.